# Win.ini
WIN.INI (скорочення від англ. Windows Initialization) — конфігураційний файл, що використовується у Microsoft Windows (Windows 1.x, 2.x, 3.0/3.1x, NT 3.x) для зберігання конфігурації системної інформації (наприклад, шрифт, екранна заставка, зовнішній вигляд вікон тощо).
У системах Windows NT 4.0, Windows 2000, Windows XP, Windows Server 2003, Windows Vista, Windows Server 2008 i Windows 7 файл Win.ini присутній, але не впливає на функціонування системи. Він служить тільки для забезпечення сумісності.